# Спасська (Коноський район)
Спасська (рос. Спасская) — присілок в Коноському районі Архангельської області Російської Федерації.
Населення становить 16 осіб. Входить до складу муніципального утворення Тавреньгське сільське поселення.

## Історія
Від 2004 року входить до складу муніципального утворення Тавреньгське сільське поселення.

## Населення
| 2002 | 2010 | 2012 |
| ---- | ---- | ---- |
| 38   | ↘16  | →16  |